# Rosseck (Schwarzwald)
Die Rosseck liegt im Mittleren Schwarzwald in Baden-Württemberg und ist mit 1154,6 m ü. NHN einer von mehreren ähnlichen Gipfelpunkten des flächigen Bergkammes, der das bis über 700 Meter tiefe, steilhängige Tal der Wilden Gutach im Osten begrenzt. Der Berg gehört zum Gebiet der Gemeinde Simonswald (Landkreis Emmendingen) rund 24 km nordöstlich von Freiburg im Breisgau und 10 km östlich des Kandels, des höchsten Berges im Mittleren Schwarzwald. Am sanften Osthang der Rosseck liegt die Donauquelle.

## Lage und Charakteristik
Der Berg liegt oberhalb der Seitentäler und gleichnamigen Simonswälder Ortsteile Griesbach und, südlich benachbart, Nonnenbach. Beide enden bergseitig mit einem Talkessel am Fuß der Rosseck; eher geräumig um Hintergriesbach, schroffer im Nonnenbacher Wolfloch. An der flach gerundeten Kuppe des Berges endet die stetig aus dem Simonswälder Tal ansteigende, Eck genannte Kammlinie zwischen diesen beiden Seitentälern.
Von der Rosseck setzt sich der breite Hauptkamm nach Norden hin fort zum Farnberg-Plateau mit Obereck (1178,2 m ü. NHN) und Rohrhardsberg (1153,2 m ü. NHN). Am Sattel zum Farnberg unweit der Breg-/Donauquelle steht die Martinskapelle. Nach Süden hin setzt sich der Kamm fort zum niedrigeren, aber wesentlich bekannteren Brend (1149,3 m ü. NHN). Nahe dem Sattel dorthin erheben sich auf einem Nebengipfel der Rosseck die Günterfelsen, eine Gruppe übereinanderliegender rundlicher Felsblöcke von bis zu 6 Metern Durchmesser.

## Gesteine
Die Rosseck liegt am südwestlichen Rand des hellgrauen bis rötlichen Triberg-Granitgebietes und ist zugleich dessen höchste Erhebung. Daran schließen sich unterschiedlich stark aufgeschmolzene Paragneise an, die im Mittleren Schwarzwald verbreitetsten Gesteine. Südwestlich des Gipfels queren herzynisch streichende Verwerfungen der Simonswälder Störung zusammen mit einem Gang aus Lamprophyr den Bergrücken.

## Vegetation
Wie die meisten Kuppen der Hochfläche östlich des Simonswälder Tales ist auch die Rosseck überwiegend von Fichtenbeständen bestockt. Der ursprüngliche Fichten-Tannen-Buchen-Mischwald ist im Nordosten noch erhalten mit Übergängen zu den unter Naturschutz stehenden Niedermooren des Moos-Schachen im Griesbach-Quellgebiet. Die Südhänge waren früher, wie Flurkarten aus dem 19. Jahrhundert zeigen, großenteils von Weideflächen eingenommen, die teilweise zu aufgegebenen Höfen gehören, und wurden später aufgeforstet. Für die Ostseite des Berges ist offenes Grünland typisch, darin sind Storchschnabel-Goldhaferwiesen als Biotop geschützt.

## Erschließung und Tourismus
Das Gipfelgebiet ist vor allem durch Forstwege erschlossen. Es bietet nur punktuell Aussichten. Markierte Wanderwege führen von der Wilden Gutach herauf zum Westweg des Schwarzwaldvereins. Außerdem führt eine Loipe vom Brend aus um die Rosseck herum.